# Астахов, Фёдор Алексеевич
Фёдор Алексее́вич Аста́хов (27 января (8 февраля) 1892, деревня Ледовские Выселки Каширского уезда Тульской губернии, ныне Каширский район Московской области — 9 октября 1966, Москва) — советский военачальник, маршал авиации (1944).

## Молодость
Родился в семье крестьянина. Окончил реальное училище в Кашире в 1910 году. С 1910 года работал на предприятиях Москвы: чернорабочий, слесарь, гидротехник по бурению артезианских колодцев, электромонтёр. В 1913 году призван в Русскую императорскую армию, служил рядовым в воздухоплавательной роте. Участвовал в Первой мировой войне. Окончил 3-ю Московскую школу прапорщиков в 1915 году, Севастопольскую военную авиационную школу в 1916 году. Астахов был оставлен в этой же школе инструктором и служил в ней до 1918 года, оставаясь в первом офицерском воинском звании прапорщика.

## Гражданская война
В Красной Армии с 1918 года. Всю гражданскую войну провёл на Восточном фронте, воевал против армий А. В. Колчака, японских интервентов и многочисленных белых формирований на Дальнем Востоке. С 1918 года командовал подразделениями в 1-й Тульской и в 1-й Калужской авиагруппах в 5-й армии, в 1919 году стал командиром авиаотряда и начальником авиации 1-й Сибирской авиационной группы Восточного фронта. С 1920 года — помощник начальника авиации Сибири, помощник начальника авиации и воздухоплавания 5-й армии.

## Межвоенный период
Окончил Военно-академические курсы высшего комсостава РККА в 1923 году. С октября 1923 года — начальник ВВС Кавказской Краснознамённой армии. С мая 1924 года был начальником авиашкол в Серпухове (военная школа воздушного боя) и с октября 1928 года — в Оренбурге (3-я военная школа лётчиков и лётчиков-наблюдателей имени Ворошилова). В 1929 году окончил Курсы усовершенствования высшего комсостава при Военно-воздушной академии РККА имени профессора Н. Е. Жуковского. С декабря 1930 года командовал 5-й авиационной бригадой. Член ВКП(б) с 1931 года. С декабря 1933 года — помощник командующего ВВС Приволжского военного округа. С мая 1935 года — помощник начальника Управления Военно-воздушных сил РККА по материально-техническому снабжению. С февраля 1936 года командовал 10-м тяжелобомбардировочным авиационным корпусом. С сентября 1937 года — командующий ВВС Киевского военного округа (с 1938 года — Киевского Особого военного округа). В 1939 году окончил Курсы усовершенствования высшего комсостава при Военной академии Генерального штаба. С июля 1940 года — начальник управления вооружения и снабжения — третий заместитель начальника Главного управления Военно-Воздушных сил РККА.

## Великая Отечественная война
Вскоре после начала Великой Отечественной войны был арестован и впоследствии расстрелян командующий ВВС Юго-Западного фронта Е. С. Птухин. В июле 1941 года на эту должность назначен Ф. А. Астахов. Принимал участие в тяжёлых сражениях первого года войны: Киевская оборонительная операция, Елецкая и Барвенковско-Лозовская наступательные операции, Харьковская операция.
После последней операции отозван с фронта и назначен начальником Главного управления Гражданского Воздушного Флота — заместителем командующего Военно-воздушных сил РККА. На период войны Гражданский Воздушный Флот в полном составе был включён в ВВС РККА, активно привлекался к выполнению боевых задач, прежде всего в плане обеспечения потребностей действующей армии (доставка грузов, перевозки личного состава, эвакуация раненых в тыл). Лично выезжал в зону боевых действий в ходе Сталинградской битвы и Курской битвы, организуя более эффективное выполнение Гражданским Воздушным Флотом заданий командования. В августе 1943 года Гражданский Воздушный Флот был переподчинён авиации дальнего действия СССР и должность Ф. А. Астахова стала именоваться: начальник Главного управления Гражданского Воздушного Флота — заместитель командующего авиации дальнего действия. В декабре 1944 года ГВФ был выведен из подчинения АДД и стал, как и до войны, самостоятельной структурой. Воинское звание маршал авиации Ф. А. Астахову присвоено 19 августа 1944 года.

## Послевоенный период
Возглавлял Главное управление гражданского воздушного флота до 19 декабря 1947 года. Из-за тяжёлой болезни не получил нового назначения и был направлен в распоряжение начальника Главного управления кадров Министерства Вооружённых сил СССР. 
С 1950 года в отставке.
Скончался 9 октября 1966 года. Похоронен на Новодевичьем кладбище Москвы.

## Воинские звания
- Комдив (23.11.1935)
- Комкор (20.02.1938)
- Генерал-лейтенант авиации (4.06.1940)
- Генерал-полковник авиации (30.04.1943)
- маршал авиации (19.08.1944)

## Награды
- Два ордена Ленина (25.05.1936, 21.02.1945);
- Три ордена Красного Знамени (22.02.1943, 3.11.1944, 20.06.1949);
- Орден Кутузова 1-й степени (19.08.1944);
- Орден Суворова 2-й степени (13.03.1943);
- Орден Красной Звезды (22.02.1941);
- Медаль «За оборону Киева»;
- Медаль «За оборону Кавказа»;
- Медаль «За оборону Сталинграда»;
- Медаль «За победу над Германией в Великой Отечественной войне 1941—1945 гг.»;
- другие медали СССР;
- Орден «Крест Грюнвальда» 1-й степени (Польская народная республика, 21.05.1946)[3].